# Frauke Buchholz

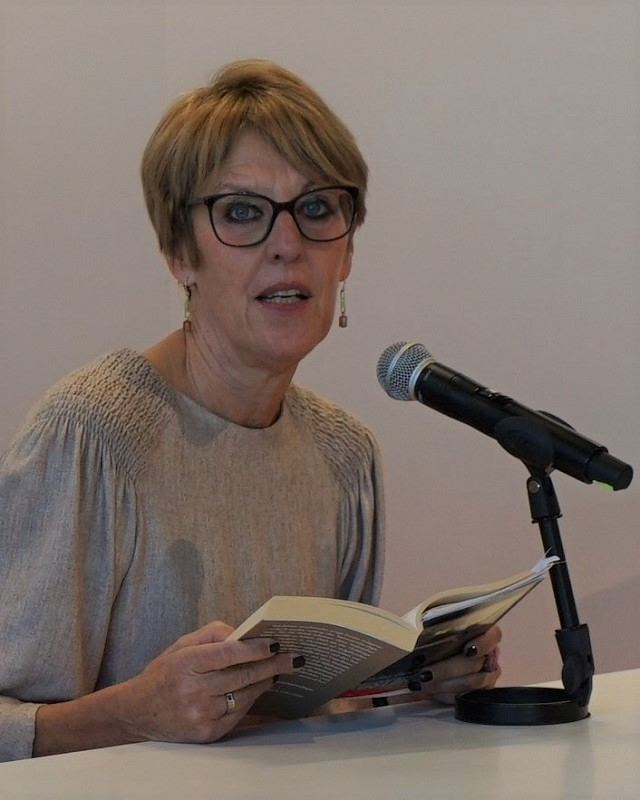
Frauke Buchholz (2021)

Frauke Buchholz (* 1960 in Nordrhein-Westfalen) ist eine deutsche Schriftstellerin und Krimiautorin.

## Leben und Werk
Frauke Buchholz wurde 1960 in der Nähe von Düsseldorf geboren. Nach einem Studium der Anglistik und Romanistik an den Universitäten Köln, Heidelberg und Aachen wurde sie promoviert. Thema ihrer Dissertation war die zeitgenössische Literatur indigener Autoren der Vereinigten Staaten. Buchholz verbrachte „einige Zeit“ in einem Cree-Reservat in Kanada.
Buchholz lebt in Aachen und schreibt auch Kurzgeschichten, die in Anthologien und Zeitschriften veröffentlicht werden. Sie gehörte 2022 zu den Autoren beim Mordsharz-Festival. Ihre Krimis um den Profiler Ted Garner spielen in Kanada. Blutrodeo dreht sich um die Calgary Stampede und die Umweltzerstörung der Ölindustrie in Alberta.

## Auszeichnungen
- 2020: Preis der Gruppe 48 in Prosa für die Geschichte Barfly
- 2021: Literaturpreisträger – Harzer Hammer für Frostmond
- 2022: Stuttgarter Krimipreis

## Werke
- Frostmond. Pendragon, Bielefeld 2021. ISBN 978-3-86532-723-9.
- Blutrodeo. Pendragon, Bielefeld 2022. ISBN 978-3-86532-810-6.
- Skalpjagd. Pendragon, Bielefeld 2024. ISBN 978-3-86532-866-3